# Bolt – Ein Hund für alle Fälle
Bolt – Ein Hund für alle Fälle (Originaltitel: Bolt) ist ein US-amerikanischer Computeranimationsfilm und der 48. abendfüllende Trickfilm der Walt Disney Animation Studios. Der Film lief am 21. November 2008 in den Vereinigten Staaten und Kanada in den Kinos an. In Deutschland startete der Film am 22. Januar 2009. Der Film wurde zusätzlich in einer 3D-Version (Disney Digital 3D, Shuttertechnik) sowie im Polarisationsverfahren für alle unterstützenden Kinos vertrieben.

## Handlung
Bolt ist der Hauptdarsteller einer gleichnamigen, populären Fernsehserie. In dieser Serie ist er ein Superhund mit unglaublichen Kräften, mit denen er regelmäßig Penny, ein 13-jähriges Mädchen, das sowohl in der Serie als auch im wahren Leben Bolts liebende Besitzerin ist, rettet. Gegenspieler sind Dr. Calico, der „grünäugige Mann“, und dessen Organisation. Bolt spielt schon sein ganzes Leben seine Rolle in der Serie, sodass er glaubt, die Filmsets, Abenteuer und seine Kräfte seien echt. Um die Einschaltquote der Serie zu verbessern, lässt man Penny am Ende der Staffel entführen – Bolt hält dies natürlich auch für die Realität.
Durch einen unglücklichen Zufall entkommt Bolt kurz darauf vom Set, fällt in ein Paket und wird in diesem von Hollywood quer durch die USA nach New York City verschickt. Dort stellt er fest, dass seine ganzen Kräfte nicht mehr funktionieren, schiebt dies aber auf Sabotage. In der Stadt trifft er auf Mittens, eine Straßenkatze, die er für eine Komplizin der bösen Organisation hält, da in der Serie seine Gegenspieler stets von Katzen umgeben sind. Er nimmt sie gefangen und macht sich auf die Reise zurück, um seine Besitzerin zu retten. Unterwegs erkennt Mittens, dass das seltsame Verhalten Bolts auf dessen Irrglauben beruht und versucht ihn aufzuklären, was zunächst scheitert. Zusammen treffen sie auf Dino (im Original Rhino), einen fernsehbesessenen Hamster, der sein Leben in einem Joggingball verbringt und Bolts Serie vergöttert; er hält sie ebenfalls für real. Nach einigen turbulenten Abenteuern sieht Bolt ein, dass sein vorheriges Leben nur Illusion war, und beginnt mit Mittens Hilfe, die Freuden eines normalen Hundedaseins kennenzulernen und zu genießen – nur seine Freundschaft mit Penny bleibt für ihn real.
Darum setzt er seine Suche fort und landet wieder in Hollywood, wo er feststellt, dass er durch ein Double ersetzt wurde. Kurz vor dem Aufgeben überzeugen seine neu gewonnenen Freunde ihn davon, dass Penny ihn vermisst und er nur die Aufnahme einer Filmszene mit dem Double gesehen hat. Durch einen Unfall mit dem unerfahrenen Ersatzhund gerät das Set in Flammen und Penny ist im Inferno gefangen. Bolt schafft es unter Einsatz seines Lebens, sie zu retten. Bolt und seine Familie kündigen daraufhin den Job im Filmgeschäft. Sie ziehen zusammen mit den neu gewonnenen Freunden Mittens und Dino an den Rand der Stadt und verbringen ein schönes Leben miteinander.

## Synchronisation
| Rolle         | Englische Synchronsprecher | Deutsche Synchronsprecher |
| ------------- | -------------------------- | ------------------------- |
| Bolt          | John Travolta              | Christian Tramitz         |
| Penny         | Miley Cyrus                | Luisa Wietzorek           |
| Mittens       | Susie Essman               | Vera Teltz                |
| Dino          | Mark Walton                | Axel Stein                |
| Dr. Calico    | Malcolm McDowell           | Lutz Riedel               |
| Blake         | Nick Swardson              | Björn Schalla             |
| Veteran Cat   | Diedrich Bader             | Torsten Michaelis         |
| Junge Penny   | Chloë Moretz               | Shalin Rogall             |
| Der Agent     | Greg Germann               | Axel Malzacher            |
| Der Regisseur | James Lipton               | Tom Vogt                  |
| Thug          | Randy Savage               | Michael Nowka             |
| Mindy         | Kari Wahlgren              | Anke Reitzenstein         |
| Pennys Mutter | Grey DeLisle               | Silke Matthias            |
| Taube Vinnie  | Lino DiSalvo               | Klaus-Dieter Klebsch      |

- Synchronfirma: FFS Film- und Fernseh-Synchron GmbH
- Dialogbuch: Marius Clarén
- Dialogregie: Axel Malzacher

## Rezeption
„Rasant, witzig und unterhaltsam erfüllt der Animationsfilm aus dem Hause Disney die Erwartungen. Ein Hündchen, das das Prädikat ‚süüüüß‘ herausfordert, dient als optische Draufgabe. ‚Bolt‘ bietet liebe Familienunterhaltung – auch in einer 3D-Version.“

Zum Kinostart gab der Deutsche Tierschutzbund eine Pressemitteilung mit dem Titel „Disney-Film zeigt gefährliches Hamster-Spielzeug“ heraus, aus der hervorgeht, dass Hamsterbälle, wie sie der Hamster „Dino“ verwendet, kein tiergerechtes Spielzeug darstellen und tierschutzwidrig sind. Auch die Tierärztliche Vereinigung für Tierschutz bezeichnet Hamsterbälle als tierschutzwidrig und der Zentralverband Zoologischer Fachverbände Deutschlands e. V. schreibt in seiner Publikation Gefährliches Zubehör für Heimtiere: „Die Produkte erfüllen nicht die Anforderungen von § 2 TSchG“. Zudem haben sich als direkte Reaktion auf den Film verschiedene Tierschutzverbände ähnlich geäußert. Die unter Tierhaltern bekannte Internetplattform „DieBrain“ führte, um der Verbreitung der Hamsterbälle durch den Disney-Film entgegenzuwirken, die bundesweite Aktion „Aktion gegen Hamsterbälle“ durch. Auch der WDR berichtete in der Sendung Tiere suchen ein Zuhause über die mögliche negative Wirkung des Films und führt die Gefahren von Hamsterbällen aus.

## Auszeichnungen
Der Film wurde 2009 gemeinsam mit Kung Fu Panda und WALL·E – Der Letzte räumt die Erde auf für den Oscar nominiert.
Weiterhin gewann Bolt fünf Nominierungen für den Annie Award und zwei für den Golden Globe Award (Animationsfilm und Filmsong „I Thought I Lost You“).
Die Deutsche Film- und Medienbewertung FBW in Wiesbaden verlieh dem Film das Prädikat wertvoll.

## Musik
Der Song Barking at the Moon von Rilo Kiley, im Original gesungen von Jenny Lewis, wird in der deutschen Version des Films von der Sängerin Omnitah gesungen.

## DVD-Veröffentlichung
- Bolt. 2009
- Bolt (Special Collection). 2010

## Blu-Ray-Veröffentlichung
- Bolt. (Blu-Ray + DVD). 2009
- Bolt. 2010
- Bolt. (3D Blu-Ray). 2011